# Франциско Гарса Гутијерез
Франциско Гарса Гутијерез (Мексико Сити, 14. марта 1904 — 30. октобра 1965) био је мексички фудбалер (дефанзивац).

## Каријера
Рођен у Мексико Ситију, Гутијерез је учествовао на ФИФА-ином светском првенству 1930. године, играјући само једну утакмицу против Аргентине. Његов старији брат био је Рафаел Гарса Гутијерез. Играли су у истом клубу, Клуб Америка.